# Esteban Manrique
Esteban Manrique Reol (Cabezón de Pisuerga, Valladolid, 10 de mayo de 1953) es un investigador español especializado en Biología vegetal, animal y ecología (Medio Ambiente).

## Formación
Licenciado en Biología por la Universidad Complutense de Madrid (UCM) en el año 1975. Doctor en Biología en la Facultad de Ciencias Biológicas de la Universidad Autónoma de Madrid  (UAM) 1979.

## Experiencia profesional
Fue  Profesor Titular de Universidad en el Departamento de Botánica de la Facultad de Farmacia, en la Universidad Complutense de Madrid. Ha ejercido entre 1979 - 2002 como profesor de Biología y Botánica en la Facultad de Farmacia de está última universidad.
Profesor de Investigación de OPI, en el grupo de Ecología del Cambio Global en el Museo Nacional de Ciencias Naturales (MNCN).
Además de su labor como investigador  ha estado involucrado durante largo tiempo, desde 1986, en la gestión de la investigación científica y técnica, inicialmente como representante español en el II Programa Marco (PM) de la Unión Europea, Ha sido subdirector general de Promoción del Conocimiento en la Secretaría de Estado de Universidades e Investigación del Ministerio de Educación y Ciencia (MEC) desde 1990 a 1993, y subdirector general de Organismos y Programas Internacionales de la Secretaría de Estado de Política Científica y Tecnológica del Ministerio de Ciencia y Tecnología desde 2003 a 2006.
Director del Museo de Ciencias Naturales entre 2009 y 2013.
Investigador principal en proyectos nacionales y regionales de investigación en el ámbito de la liquenología y la ecología de factores de cambio global.
En el año 2018 fue nombrado director del Real Jardín Botánico de Madrid, dependiente del CSIC  centro de investigación del Consejo Superior de Investigaciones Científicas.
En el año 2019, en el Jardín Botánico que dirige,  comisarió la exposición La diversidad-amenazada-naturaleza-hombre-cultura. La muestra exponía los cambios en el ecosistema y medio ambiente que se están produciendo mediante la actividad del hombre. Se presentó en el año 2015 en el espacio de la Fundación Telefónica de Madrid. posteriormente itineró en la Casa de las Ciencias de Logroño en el año 2016, el Museo de las Ciencias de Valladolid en el 2017 y en el Centro de recepción de visitantes del yacimiento de Atapuerca (CAYAC) de Ibeas de Juarros, en Burgos (2018). Esta exposición fue producida por la Fundación Telefónica.

## Publicaciones
Autor  y coautor de 80 publicaciones científicas, entre las que se encuentra La diversidad amenazada. Naturaleza-Hombre-Cultura. En este libro se muestra la diversidad natural y cultural y como esta se encuentra amenazada por la actividad humana. Editado en el año 2016 por Lunwerg, Barcelona.
Dialnet recoge de Manrique el listado de numerosas publicaciones como autor y coautor.

## Colaboraciones
Evaluador externo de revistas de investigación nacionales e internacionales relacionadas con la ecología, cambio global, sistemática.
Colaborador con agencias nacionales y regionales en materia de Investigación.
Colaborador de la Dirección General de Investigación Científica y Técnica.
Colaboror en la gestión y seguimiento de El Esquema ERA-NETs. Esta nueva herramienta de investigación, desarrollo tecnológico y demostración de la Unión Europea (6PM), tiene como objetivo principal la de fomentar la coordinación y la cooperación de las actividades y políticas de investigación desarrolladas en los Estados miembros y Estados Asociados, mediante sus respectivos programas de investigación, nacionales y regionales. Esta línea de investigación contribuirá a la materialización del Espacio Europeo de Investigación. El Ministerio de Economía y Competitividad, a través de la Dirección General de Investigación Científica y Técnica, participa en la Convocatoria de proyectos transnacionales sobre Biodiversidad y Cambio Climático de investigación de ERA-NET, en el marco de la red europea de investigación y gestión de Biodiversidad (BiodivERsA, Cápita) a través de la participación de la Agencia Estatal de Investigación (AEI).